# اوپنهایمر (مجموعه تلویزیونی)
اوپنهایمر (انگلیسی: Oppenheimer) یک درام تلویزیونی بریتانیایی دربارهٔ جی. رابرت اوپنهایمر است که در سال ۱۹۸۰ منتشر شد.

## بازیگران
- سم واترستون در نقش رابرت اوپنهایمر
- گریک هاگون در نقش فرانک اوپنهایمر
- دیوید سوشی در نقش ادوارد تلر
- جان کارسون در نقش راوی
- کریستوفر مانکه در نقش کنت نیکولز
- ادوارد هاردویک در نقش انریکو فرمی
- منینگ ردوود در نقش لسلی گرووز
- پیتر وایتمن در نقش رابرت سربر
- متیو گینس در نقش هانس بیته
- بری دنن در نقش ایزیدور ایزاک رابی